# ガール・イズ・マイン
「ガール・イズ・マイン」（The Girl Is Mine）は、1982年にマイケル・ジャクソン&ポール・マッカートニーがデュエット曲として発表した楽曲、及びマイケルのアルバム『スリラー』からの先行シングル。
ビルボード誌では、1983年1月8日に週間ランキング最高位の第2位を獲得。ビルボード誌1983年度年間ランキングは第36位。
2008年の『スリラー25周年記念盤』ではマイケルのソロ・デモを基にウィル・アイ・アムがリミックスした「ザ・ガール・イズ・マイン 2008」が収録された。

## 収録曲
1. The Girl Is Mine
2. Can't Get Outta The Rain（雨の中のダンス）

## クレジット
- 作詞作曲：マイケル・ジャクソン
- プロデュース：クインシー・ジョーンズ＆マイケル・ジャクソン
- ローズ・ピアノ: グレッグ・フィリンゲインズ
- アコースティック・ピアノ: デヴィッド・ペイチ
- シンセサイザー: デヴィッド・フォスター
- シンセサイザー・プログラミング: スティーヴ・ポーカロ
- ギター: ディーン・パークス＆スティーヴ・ルカサー
- ベース・ギター: ルイス・ジョンソン
- ドラム: ジェフ・ポーカロ
- ヴォーカル: ポール・マッカートニー＆マイケル・ジャクソン
- ヴォーカル・アレンジメント: マイケル・ジャクソン＆クインシー・ジョーンズ
- リズム・アレンジメント: クインシー・ジョーンズ＆デヴィッド・ペイチ
- シンセサイザー・アレンジメント: デヴィッド・フォスター
- ストリングス・アレンジメント: ジェリー・ヘイ
- コンサートマスター: ジェリー・ビンチ

## チャート
| チャート (1982–1983)                            | 最高 順位 |
| ----------------------------------------------- | --------- |
| オーストラリア (ケント・ミュージック・レポート) | 4         |
| カナダ                                          | 8         |
| オランダ（トラックリステン）                    | 16        |
| フィンランド (スオメン・ヴィラリネン・リスタ)   | 6         |
| アイルランド (Irish Singles Chart)              | 4         |
| イタリア (Musica e Dischi)                      | 22        |
| ニュージーランド                                | 3         |
| ノルウェー（ヴェーゲー・リスタ）                | 1         |
| 南アフリカ (Springbok)                          | 5         |
| スペイン                                        | 1         |
| イギリス (OCC)                                  | 8         |
| アメリカ Adult Contemporary Chart               | 1         |
| アメリカ Billboard Hot 100                      | 2         |
| アメリカ キャッシュボックス                     | 3         |
| アメリカ R&B Singles Chart                      | 1         |
| アメリカ Radio & Records CHR/Pop Airplay Chart  | 4         |

| チャート (1983)                | 順位 |
| ------------------------------ | ---- |
| US Top Pop Singles (Billboard) | 49   |

## 認定
| 国/地域                          | 認定     | 認定/売上数 |
| -------------------------------- | -------- | ----------- |
| カナダ (Music Canada)            | ゴールド | 0           |
| メキシコ (AMPROFON)              | ゴールド | 0           |
| アメリカ合衆国 (RIAA)            | プラチナ | 0           |
| 認定のみに基づく売上数と再生回数 |          |             |